# La Base
La Base (französisch für Das Fundament) ist ein 40 m hohes Plateau im Norden der Pétrel-Insel im Géologie-Archipel vor der Küste des ostantarktischen Adélielands. Es ist Standort der Dumont-d’Urville-Station.
Französische Wissenschaftler benannten es 1977. 